# Ischyja manlia
Ischyja manlia là một loài bướm đêm trong họ Noctuidae.

## Hình ảnh

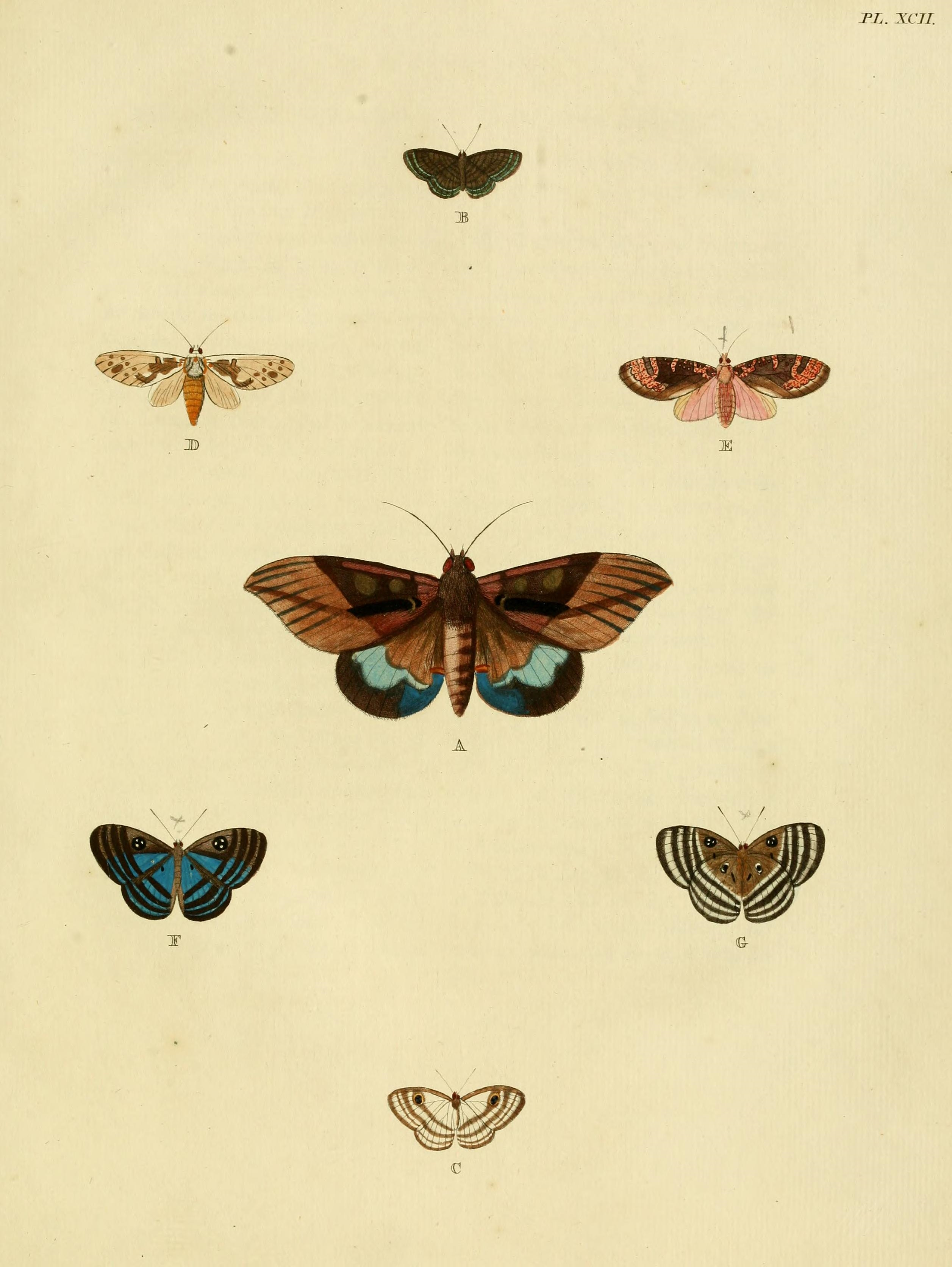
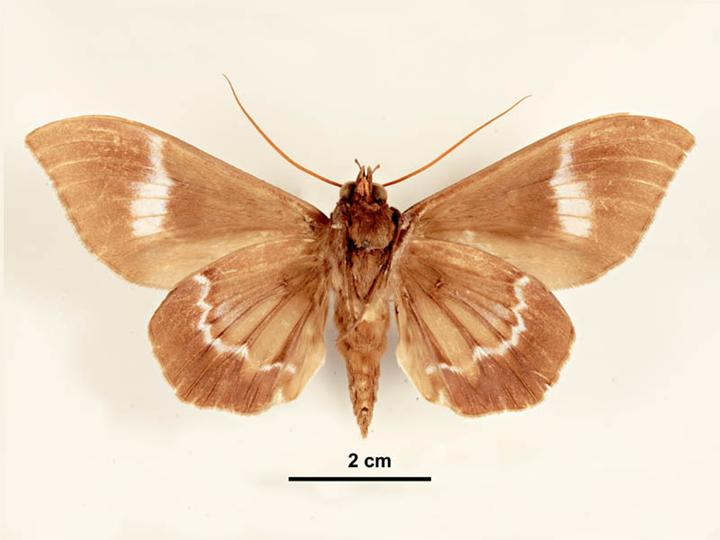
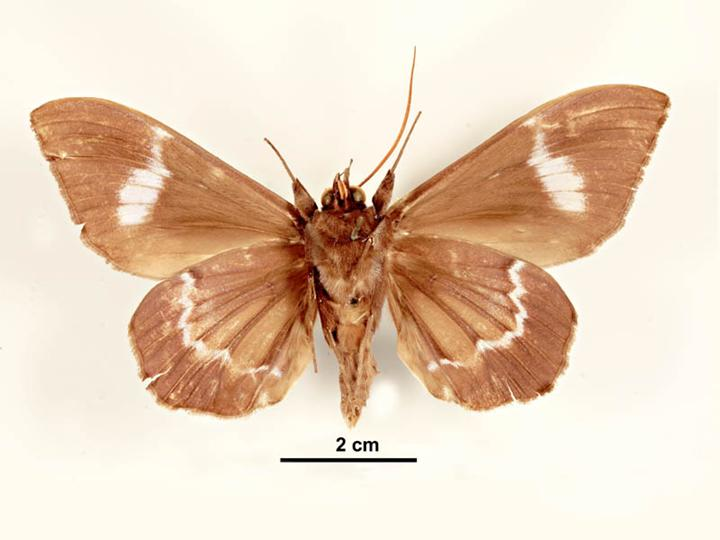